# Moadon Kaduregel Maccabi Yafo
Il Moadon Kaduregel Maccabi Yafo in ebraico מועדון כדורגל מכבי יפו‎?, noto come Maccabi Giaffa, è stata una società calcistica di Giaffa (Israele).
Fondato nel 1949 da ebrei immigrati dalla Bulgaria, guadagnò la prima promozione nella massima serie del campionato israeliano al termine della stagione 1954-1955, quando vinse il play-off (previsto alla conclusione del campionato di seconda divisione) con Hapoel Kfar saba, Hapoel Kiryat Haim e Beitar Gerusalemme.
Nel 1957 giunse in finale di Coppa di Stato, ma fu battuto dall'Hapoel Petah Tiqwa per 2-1.
Nella stagione 1961-1962, il Maccabi Giaffa giunse secondo, a soli 2 punti dall'Hapoel Petah Tiqwa campione.
Due stagioni più tardi, il Maccabi Giaffa sfiorò nuovamente la vittoria del campionato, giungendo a un solo punto dall'Hapoel Ramat Gan (che pure il Maccabi aveva battuto in entrambi i confronti).
Retrocesso al termine della stagione 1969-1970, riconquistò subito la promozione in prima divisione, a cui seguì, nel campionato 1976-1977, un nuovo secondo posto, dietro al Maccabi Tel Aviv.
Dopo alcune stagioni di buon livello nella prima divisione, il Maccabi Giaffa retrocesse al termine del campionato 1986-1987.
Negli anni novanta, il club disputò solo due stagioni in Liga Leumit, poi, al termine del campionato 1998-1999, retrocesse definitivamente. In quella stagione, decisamente negativa per il Maccabi Giaffa (appena 10 punti, frutto di 2 vittorie, 4 pareggi e ben 24 sconfitte) pesarono i numerosi debiti della società, tanto che, nel successivo campionato di seconda divisione, riuscì a disputare solo la prima partita.
L'IFA retrocesse il Maccabi Giaffa in Liga Artzit, la quarta divisione, ove il club riuscì a iscriversi con il nome di "Maccabi Giaffa 2000". Al termine della stagione 1999-2000, tuttavia, il Maccabi cessò di esistere.
Negli anni a seguire, il logo e lo stadio del Maccabi Giaffa furono utilizzati dal già esistente Ramat Elyahu, che funse, pertanto, da punto di riferimento per i tifosi del vecchio club.
Tuttavia, dopo la retrocessione, nel 2006 in Liga Bet, il Ramat Elyahu cessò la suddetta pratica. Due anni dopo, pertanto, alcuni tifosi del Maccabi Giaffa hanno promosso una sottoscrizione per ricostituire l'antico club.
La nuova società, chiamata "Maccabi Kabilio Giaffa" (in onore di Herzl Kabilio, il portiere degli anni settanta del Maccabi Giaffa, morto di cancro all'età di 35 anni), ha subito colto risultati notevoli, conquistando due promozioni consecutive (dalla Liga Gimel alla Liga Alef) e sfiorando quella in Liga Leumit.
Il club è ancora a livello dilettantistico, ed è finanziato dalle donazioni dei tifosi.

## Palmarès

### Competizioni nazionali
- Liga Leumit: 2

1994-1995, 1997-1998

### Altri piazzamenti
- Campionato israeliano:

Secondo posto: 1961-1962, 1963-1964, 1976-1977
Terzo posto: 1962-1963, 1980-1981
- Coppa d'Israele:

Finalista: 1956-1957
- Supercoppa d'Israele:

Finalista: 1977